# Fejér János (katolikus pap)
Szajoli Fejér János (1785 – 1870 körül) egri egyházmegyei prépost és alesperes.

## Élete
1808-ban szentelték pappá, 1829-ben jászladányi, később egyeki plébános volt. 1842–1843-ban a kiérdemült lelkészek egri szent József intézetének igazgatója, Heves és Külső-Szolnok egyesült megyék táblabirája, 1860-ban prépost és a polgárikerület alesperese Tiszafüreden.

## Munkái
Az isten-félőnek boldog halála néhai meltgs Négyesi báró Szepesy Josepha asszony… Déva-Ványai Halasy József… élete párja hideg tetemeinek tisztes eltakarítása alkalmával egy halotti beszédben lerajzolva. Eger, 1829.